# Cutberto di Canterbury
Cutberto (in inglese Cuthbert) (... – Canterbury, 26 ottobre 760) è stato un arcivescovo anglosassone medievale di Canterbury in Inghilterra.
Prima della sua elevazione a Canterbury, ricoprì il ruolo di abate di un monastero e, forse, potrebbe essere stato anche vescovo di Hereford, ma le prove del suo insediamento risalgono principalmente a un'epoca successiva alla conquista normanna dell'Inghilterra del 1066. In qualità di arcivescovo, tenne alcuni concili ecclesiastici e costruì una nuova chiesa a Canterbury. Fu durante l'arcivescovado di Cutberto che la diocesi di York fu elevata ad arcivescovado. Cutberto morì nel 760 e da qualche tempo di distanza dalla sua dipartita venne venerato come santo.

## Biografia
Di nobili natali, il nome del chierico compare per la prima volta in qualità di abate dell'Abbazia di Lyminge, da dove fu elevato alla sede di Hereford nel 736. L'identificazione del Cutberto che fu vescovo di Hereford con il Cutberto che divenne arcivescovo, tuttavia, si deve a Fiorenzo di Worcester e ad altre fonti successive alla conquista normanna dell'Inghilterra. Il testo contemporaneo costituito dalla cronaca anglosassone riferisce che Cutberto fu consacrato arcivescovo, in maniera tale che avrebbe potuto essere trasferito da Hereford: tuttavia, non è necessaria la consacrazione quando un vescovo viene trasferito da una sede all'altra. Data la natura delle fonti, l'identificazione del vescovo di Hereford con l'arcivescovo di Canterbury, sebbene probabile, non può ritenersi provata.
Se Cutberto agì effettivamente a Hereford, prestò servizio in tale veste per quattro anni prima della sua elevazione alla sede di Canterbury nel 740. È a lui attribuita la composizione di un epitaffio per la tomba dei suoi tre predecessori a Hereford, ma la chiesa cattedrale della sede potrebbe non essere nemmeno stata situata a Hereford al tempo di Cutberto.
Chiunque fosse Cutberto prima della sua elezione a Canterbury, doveva probabilmente la sua scelta come arcivescovo all'influenza di Etebaldo, re di Mercia. Poiché un certo numero di merciani furono nominati a Canterbury negli anni 730 e 740, risulta legittimo presumere che l'autorità di quella regione si stesse espandendo nel Kent.
Cutberto ricevette una lunga lettera da Bonifacio, vescovo di Magonza, che si lamentava del lassismo morale del clero nelle isole britanniche e del consumo eccessivo di alcol da parte dei vescovi anglosassoni. Cutberto inviò in seguito delle missive a Lullo, arcivescovo di Magonza e originario dell'Inghilterra, oltre che successore di Bonifacio. Durante il periodo del suo mandato, non rivendicò più l'autorità su tutta la Gran Bretagna, come invece aveva fatto il suo predecessore Teodoro. Nel 735, papa Gregorio III aveva inviato un pallio al vescovo di York, elevando la sua sede allo status di arcivescovado. Come segno del miglioramento della condizione ecclesiastica di quella città, Cutberto consacrò solo i vescovi a sud dell'Humber e ai suoi sinodi parteciparono solo i vescovi del sud dell'Inghilterra.
Cutberto presiedette il Concilio di Clovesho nel 747 al fianco di Etelbaldo di Mercia. Durante tale riunione si impose a tutto il clero di spiegare ai laici i principi fondamentali del cristianesimo, oltre a stabilre l'abbigliamento clericale, il controllo dei monasteri e il vademecum del clero. Si sanciva inoltre che ogni diocesi avrebbe dovuto tenere un sinodo al fine di proclamare e ribadire le decisioni assunte dal concilio. Dopo le discussioni, Cutberto inviò il suo diacono Cineberto alla volta di Roma con un atto che riferiva i contenuti di quanto deciso nel consiglio e le sue risoluzioni. Una simile azione potrebbe essere stata intrapresa in risposta alle lamentele di Bonifacio su Cutberto ed Etelbaldo rivolte al papato.
Dopo la riunione, Cutberto continuò a intrattenere dei rapporti a distanza con Bonifacio fino al martirio dello stesso nel 754, inviando in seguito le condoglianze al suo successore Lullo. Cutberto tenne un secondo sinodo nel 758, ma non si conoscono gli eventuali atti approvati. Costruì inoltre la chiesa di San Giovanni Battista a Canterbury, poi distrutta da un incendio nel 1067.
Alla sua morte, avvenuta il 26 ottobre 760, fu sepolto nella sua nuova chiesa. L'edificio di recente fondazione si trovava sul lato ovest della cattedrale, segno che verosimilmente fungeva da battistero. La chiesa divenne anche un luogo di sepoltura per molti degli arcivescovi e in seguito funse da luogo in cui si tenevano i riti di calvario. Non vi è alcun riferimento contemporaneo esplicito che affermi che questi usi fossero intesi da Cutberto, ma il fatto che la chiesa fosse dedicata a San Giovanni Battista sostiene fortemente che Cutberto immaginasse il nuovo edificio alla stregua di un battistero.
Le pratiche di sepoltura degli arcivescovi cambiarono in seguito alla dipartita di Cutberto, ma non è chiaro se ciò avvenne per sua espressa volontà, come riferisce un cartulario risalente a un anno successivo al 1066, o per altri motivi non collegati al chierico. Sonia Hawkes sostiene che il cambiamento nelle usanze funerarie, diffusosi a macchia d'olio gran parte della Gran Bretagna, fosse il risultato della sepoltura obbligatoria del chierico nei cortili della chiesa, invece che fuori dai confini della città come era consuetudine in precedenza. Tuttavia, la prova principale di questa teoria risulta una tradizione del XVI secolo a Canterbury e l'evidenza archeologica di un cambiamento nei modelli di sepoltura. Sebbene si fosse verificato un cambiamento, le prove archeologiche non forniscono una ragione per cui questo cambiamento possa essere avvenuto e, in funzione della data tarda della tradizione di Canterbury, la teoria non può essere considerata provata.
La celebrazione dedicata a Cutberto, nominato santo qualche tempo dopo la sua morte, fu poi fissata in data 26 ottobre. Essendo stato sepolto nella sua chiesa di San Giovanni, fu il primo arcivescovo di Canterbury a non essere stato tumulato nell'Abbazia di Sant'Agostino. Le sue lettere ai missionari anglosassoni nel continente europeo dimostrano il suo alto grado di istruzione per la media dell'epoca.

## Genealogia episcopale e successione apostolica
La genealogia episcopale è:
- Arcivescovo Notthelm
- Arcivescovo Cutberto

La successione apostolica è:
- Vescovo Dunn di Rochester (741)
- Vescovo Podda (741)